# Shun Fujimoto
Shun Fujimoto född den 11 maj 1950 i Hiroshima, Japan, är en japansk gymnast.
Han tog OS-guld i lagmångkampen i samband med de olympiska gymnastiktävlingarna 1976 i Montréal.